# Єгемен Казакстан
Єгемен Казакстан — каз. Egemen Qazaqstan / Егемен Қазақстан [jɪɡjɪˈmjɪn qɑzɑqˈstɑn] — Суверенний Казахстан) — газета, що випускається на території Республіки Казахстан. Історично газета «Егемен Қазақстан» завжди була найвпливовішим, наймасовішим виданням серед казахськомовної преси в РК.

## Історія
Історія «Егемен Қазақстан» починається з випуску газети «Ұшқын» 17 грудня 1919 року в місті Оренбург. Пізніше назва газети неодноразово змінювалася.
Видання випускалося під назвами: «Еңбек туы» 1920 року, «Еңбекші казак» 1921 року, «Социалды Қазақстан» 1932 року. А 1937 року газету перейменували на «Социалистік Қазақстан», і під цією назвою вона виходила в світ 54 роки. 1991 року, коли залишалися лічені місяці до проголошення республікою незалежності, газету перейменовано на «Егеменді Қазақстан».
У цей період газету очолював відомий письменник, публіцист Шерхан Муртаза.
«Егеменді» була новим словом, яке входило в обіг і ознаменувало настання нової ери. 1 січня 1993 року після широкого обговорення, за пропозицією головного редактора газети Абіша Кекільбаєва з першого слова назви було прибрано закінчення «-ді», і назва газети змінилося на «Егемен Қазақстан». 20 березня 2018 року замість кириличної назви на обкладинці видання став використовуватися латинізований варіант «Egemen Qazaqstan»

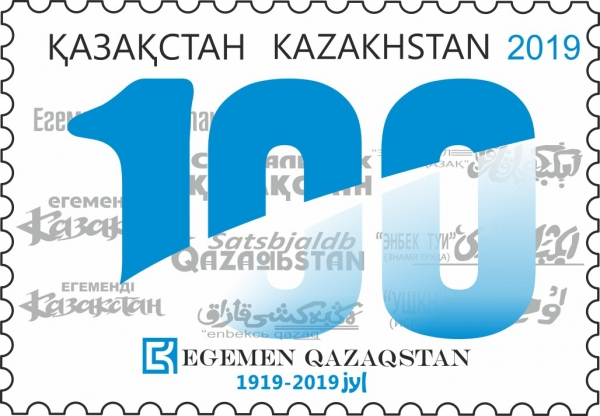
Поштова марка Казахстану 2019 року, присвячена 100-річчю газети

Від вересня 2016 року видання почало випускатися з новим дизайном у кольоровому форматі.
Від початку випуску разом з перенесенням столиці Казахстану змінювалося і розташування головного офісу газети. В різні періоди редакція розташовувалася в Кизилорді і Алмати. 1999 року редакція переїхала в Астану, нову столицю Казахстану (пізніше перейменовану на Нур-Султан).
Нині головний офіс газети розташовується за адресою: місто Нур-Султан, вул. «Егемен Қазақстан» будинок 5/13. Будівлю було побудовано спеціально для редакції газети.
Від самого початку випуску у виданні працювали, очолювали і публікували свої праці видатні громадські діячі, відомі публіцисти. Серед них: Смагул Садвакасов, Жусипбек Аймаутов, Беїмбет Майлін, Сакен Сейфуллін, Мухтар Ауезов, Турар Рискулов, Ораз Жандосов. Вже в нову епоху газету «Егемен Қазақстан» очолили такі публіцисти, як: Сапар Байжанов, Балгабек Кидирбекули, Шерхан Муртаза, Абіш Кекільбаєв, Нурлан Оразалін, Саутбек Абдрахманов.
Газета має мережу власних кореспондентів у всіх областях республіки, а також філію в місті Алмати. В акціонерному товаристві «Егемен Қазақстан» працює понад 100 осіб.

## Досягнення
Творчій колектив газети «Егемен Қазақстан» нагороджений численними державними нагородами. 1957 року газету нагороджено орденом Трудового Червоного Прапора. В редакції працюють журналісти, власники Президентської премії в галузі ЗМІ, 7 володарів президентських грантів у галузі ЗМІ, лауреати премії «Дарын», міжнародної премії «Алаш», премії Спілки журналістів Казахстану, премії партії «Нур Отан» у сфері журналістики, лауреати міжнародного фестивалю творчої молоді «Шабит», премії С. Бердикулова в галузі спортивної журналістики. Низка журналістів удостоєні звання «Заслужений діяч РК», почесного знака «Діяч сфери друку і поліграфії», серед них є володарі ордена «Курмет», медалі «Ерен еңбегі үшін», медалі «Қазақстан Тәуелсіздігіне 20 жыл», медалі Президента РК «Астана», медалі «Қазақстан Халықтарының ассамблеясына 20 жыл» та інших нагород.

## Держзамовлення
Виконує держзамовлення. 2015 році видання «Егемен Қазақстан» отримало за держзамовленням 962 млн теньге.

## Додаткові відомості
Укази Президента РК; постанови Уряду; закони, прийняті Парламентом; правові акти та інші офіційні документи публікуються на сайті та сторінках газети «Егемен Қазақстан». Газета має право публікації результатів ЄНТ.
В Астані є вулиця, що носить назву газети «Егемен Қазақстан». Головний офіс газети розташований на цій вулиці.

## Люди, що очолювали газету
- Халел Єсєнбаєв (1892—1938) — (07.1919-02.1920)
- Тамімдар Сафієв (1892-?) — (02.1920-04.1920)
- Берніяз Кулєєв (1899—1923) — (04.1920-10.1920)
- Смагул Садвакасов[ru] (1900—1933) — (01.1921-02.1921) (01.1925-04.1926).
- Жусипбек Аймаутов (1889—1931) — (02.1921-10.1921).
- Мухтар Ауезов (1897—1961) — (11.1921-12-1921)
- Абдрахман Байділдін[ru] (1891—1931) — (01.1922)
- Беїмбет Майлін[ru] (1894—1939) — (1922)
- Сакен Сейфуллін (1894—1939) — (1922-04.1924)
- Молдагалі Жолдибаєв[ru] (1887—1938) — (04.1924 — 12.25.1924)
- Турар Рискулов (1894—1938) — (04.1926-06.1926)
- Ураз Джандосов[ru] (1889—1938) — (06.1924-07.1926)
- Ураз Ісаєв (1899—1938) — (07.1926-08.1926)
- Габбас Тогжанов (1900—1937) — (08.1925 — 05.1932)
- Айтмухамед Мусін[ru] (1899—1938) — (06.1932-03.1934)
- Габіт Мусрепов (1902—1984) — (03.1934-05.1936)
- Жанайдар Садвокасов (1898—1938) — (06.1936-09.1936)
- Жусипбек Аристанов (1904—1992) — (06.1937-06.1938)
- Сактаган Баїшев[ru] (1909—1982) — (09.1938 -12.1941)
- Амір Канапін (1913—1998) — (01.1941-11.1942)
- Балтабек Асанов[kk] (1907—1979) — (1942—1949)
- Касим Шаріпов (1912—1984) — (03.1949-12.1951) (08.1955-09.1960)
- Кабил Бекмуратов (1914—1980) — (12.1951-1952)
- Гумар Аккулов (1912—1957) — (1952—1955)
- Кенесбай Усебаєв (1914—1995) — (1960—1969)
- Узак Багаєв (1930—1973) — (1969—1973)
- Сапар Байжанов[ru] (1930—1999) — (11.1973-02.1983)
- Балгабек Кидирбекули (1929—1995) — (04.1983-01.1987)
- Корік Дуйсеєв (1936) — (01.1987-11.1989)
- Шерхан Муртаза (1932) — (11.1989-10.1992)
- Абіш Кекілбаєв[ru] (1939) — (10.1992-01.1993)
- Нурлан Оразалін[ru] (1947) — (10.1993-07.1996)
- Уаліхан Каліжанов[ru] (1948) — (07.1996-12.1998)
- Єржуман Смайил (1948) — (12.1998-12.2000) (2003—2004)
- Сауитбек Абдрахманов[ru] (1951) — (2000—2003) (2004-04.2016)
- Єркін Кидир (1962) — (04.2016-07.2016)
- Дархан Кидиралі (1974) — (07.2016 —)[5]